# Make or buy
Il make or buy è la scelta di un'azienda o di un'organizzazione di costruire o di effettuare al proprio interno (make), oppure di acquistare all'esterno (buy), un componente, un prodotto o un servizio necessario alla produzione.
La scelta si basa sul raffronto dei costi totali da sostenere nei due casi, tenendo conto inoltre sia delle caratteristiche di reperibilità all'esterno (e quindi di eventuali criticità), sia delle risorse disponibili a questo fine all'interno dell'azienda.
Si tratta di una scelta strategica fondamentale per la gestione d'azienda, che definisce il livello di integrazione delle attività (a monte e a valle) e determina anche la struttura dei costi, l'organizzazione e il posizionamento sul mercato.
L'opzione make (o gerarchia) offre soprattutto il vantaggio di garantire un controllo diretto sull'attività, sugli approvvigionamenti e sulla qualità del prodotto/servizio. Consente inoltre di mantenere eventuali segreti industriali.
L'opzione buy (o mercato) offre invece il vantaggio di comportare minori costi fissi e quindi minore capitale immobilizzato, consentendo una maggiore flessibilità della capacità produttiva.
In generale l'esternalizzazione delle attività aumenta con la maturità del settore industriale, perché aumentano i vantaggi di specializzazione e le economie di scala.
La tendenza globale è quella di mantenere all'interno dell'impresa le attività della gestione caratteristica, basate sulle competenze chiave e quelle con forte potenziale di sviluppo, su cui si fonda il vantaggio competitivo di lungo termine, delegando all'esterno tutte le altre.